# ジェイソン・ミューズ
ジェイソン・ミューズ（Jason Mewes、1974年6月12日 - ）は、アメリカ合衆国の俳優である。
映画監督のケヴィン・スミスは幼馴染で、監督作品にジェイ役で出演している。

## 主な出演作品
- クラークス Clerks  (1994)
- モール・ラッツ Mallrats  (1995)
- チェイシング・エイミー Chasing Amy  (1997)
- ドグマ Dogma  (1999)
- スクリーム3　Scream 3（2000）
- ジェイ&サイレント・ボブ 帝国への逆襲 Jay and Silent Bob Strike Back  (2001)
- 最低☆絶笑ムービー　My Big Fat Independent Movie（2005）
- クラークス2/バーガーショップ戦記　Clerks II（2006）
- The FEAST/ザ・フィースト Feast  (2006)
- パリス・ヒルトン in HOLLYWOOD☆SCANDAL Bottoms Up（2006）
- 恋するポルノ・グラフィティ Zack And Miri Make A Porno"" (2008)
- 噛む女　Bitten　（2008）
- コンビニ・ウォーズ バイトJK VS ミニナチ軍団 Yoga Hosers  (2016)
- ジェイ&サイレント・ボブ リブートを阻止せよ! Jay and Silent Bob Reboot（2019）